# اوتاکار اشکواین
اوتاکار اشکواین (چکی: Otakar Škvajn; ۳ ژوئن ۱۸۹۴ – ۱۲ سپتامبر ۱۹۴۱) بازیکن فوتبال اهل چکسلواکی بود.
از باشگاه‌هایی که در آن بازی کرده‌است می‌توان به باشگاه فوتبال اسپارتا پراگ، باشگاه فوتبال زبرویوفکا برنو، و باشگاه فوتبال اسلاویا پراگ اشاره کرد.
وی همچنین در تیم ملی فوتبال چکسلواکی بازی کرده‌است.